# 9637 Perryrose
A 9637 Perryrose (ideiglenes jelöléssel 1994 PJ2) a Naprendszer kisbolygóövében található aszteroida. A Palomar program keretében fedezték fel 1994. augusztus 9-én.